# Lajkó István
Lajkó István DLA (Budapest, 1982. január 14. –) Junior Prima díjas magyar zongoraművész, az Egyetemes Kultúra Lovagja, a Liszt Ferenc Zeneművészeti Egyetem habilitált docense.

## Tanulmányai
Nyolcévesen kezdett el zongorázni, zenei tanulmányait a Kispesti Zeneiskolában kezdte Lakatos Ágnesnél. Középiskolai tanulmányait párhuzamosan végezte a Károlyi Mihály Magyar–Spanyol Tannyelvű Gimnáziumban és a Szent István Király Zeneművészeti Szakközépiskolában, ahol Kőrösiné Belák Erzsébet növendéke volt. Mindkét középiskolában kitűnő eredménnyel érettségizett 2001-ben.
Falvai Sándor és Szokolay Balázs tanítványaként 2007-ben kitüntetéses diplomát szerzett a Liszt Ferenc Zeneművészeti Egyetem zongora szakán. Tanulmányait tovább folytatta a Zeneakadémia doktori iskolájában, ahol Wagner Rita volt a zenei konzulense. Zeneművészeti tudományágban Vlagyimir Szofronyickij című doktori értekezését 2014-ben védte meg, témavezetését Papp Márta vállalta. Summa cum laude minősítéssel szerzett doktori címet (DLA), doktori hangversenyét Kocsis Zoltán vezényelte.
Tanulmányai során kétszer részesült köztársasági ösztöndíjban, a Filharmónia Fischer Annie zenei-előadóművészeti ösztöndíját háromszor nyerte el (2008, 2009, 2010).
Erasmus ösztöndíjjal 2010-ben Hannoverben tanult Matti Raekalliónál (Hochschule für Musik, Theater und Medien Hannover), akinél a Hungarofest Klassz ösztöndíjának köszönhetően 2011-ben a New York-i Juilliard School of Musicon is folytathatta tanulmányait.
2013-ban zeneakadémiai tanára, Szokolay Balázs asszisztense volt a Liszt Ferenc Zeneművészeti Főiskolán. 2017-ben ugyanitt – a német DAAD szervezet posztgraduális művészeti ösztöndíjasaként – kitüntetéses koncertdiplomát szerzett (Konzertexamen, posztgraduális művészdiploma), diplomahangversenyét közvetítette a német MDR rádió.
2017-ben zenei kutatásaihoz Magyar Állami Eötvös Ösztöndíjban részesült.
2023. május 3-án habilitált zeneművészet tudományágban a budapesti Liszt Ferenc Zeneművészeti Egyetemen.

## Előadói tevékenység
Szólistaként lépett fel többek között az Anhaltische Philharmonie zenekarával, a Bruckner Orchester Linz együttesével, a Concerto Budapest Zenekarral, a Danubia Szimfonikus Zenekarral, a Duna Szimfonikus Zenekarral, a Liszt Ferenc Kamarazenekarral, a Loh-Orchester Sondershausen zenekarával, a Magyar Rádió Szimfonikus Zenekarával, a Marosvásárhelyi Állami Filharmónia zenekarával, a MÁV Szimfonikus Zenekarral, a Miskolci Szimfonikus Zenekarral, a Pannon Filharmonikusokkal, a Savaria Szimfonikus Zenekarral, a Solti György Kamarazenekarral, a Szent István Király Szimfonikus Zenekarral, a Szerbiai Ifjúsági Zenekarral, a Szófiai Filharmóniával.
2011-ben Kocsis Zoltán karmester, több európai egyetem tanárai által javasolt fiatal művészek közül a bécsi, a grazi, a belgrádi, a ljubljanai és a zágrábi és zeneakadémia diákjaiból összeállított EUfónia Közép-Európai Ifjúsági Zenekar öt koncertből álló turnéjának szólistájává választotta. A zenekar szólistájaként Dohnányi Változatok egy gyermekdalra című művét adta elő Kocsis Zoltán vezényletével. Az öt koncert – a kritikák alapján – viharos sikerrel zárult.
Kamarazenészként is nagyon aktív, koncerteket adott többek között a Bartók Vonósnégyessel, az Oistrakh Vonósnégyessel, Harriet Krijgh, Perényi Miklós, Szabó Péter, Várdai István és Szabó Ildikó csellóművészekkel; Andrej Baranov, Banda Ádám, Dorota Anderszewska, Major Tamás, Oláh Vilmos és Miriam Helms Ålien hegedűművészekkel, Bálint János fuvolaművésszel. Rendszeres fellépője a Budapesti Fesztiválzenekar kamarazenei bérletes sorozatának.

 
Vendégszerepelt Európa több országában, az Egyesült Államokban és Kínában, fellépett a Budapesti Tavaszi Fesztiválon, a Frankofón Fesztiválon, az ostravai Janáček Fesztiválon, a pozsonyi Hummel Fesztiválon, a pristinai Chopin Fesztiválon, a Mecklenburg-Vorpommern Fesztiválon és a Schleswig-Holstein Zenei Fesztiválon. 2017-ben, a Berlini Konzerthausban Sir Alfred Brendel tiszteletére rendezett fesztivál nyitókoncertjén is szerepelt; a mesternek annyira tetszett ez a hangverseny, hogy azóta többször is fogadta saját londoni otthonában a fiatal zongoraművészt, és rendszeres tanácsaival segíti a további fejlődését.

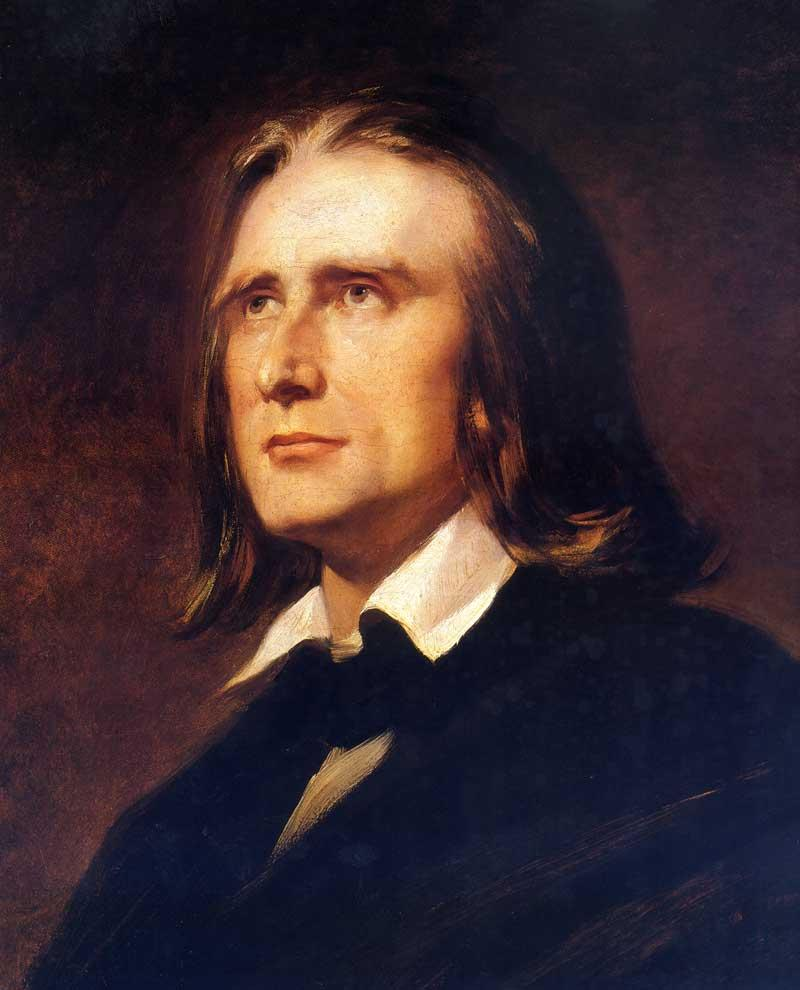
Wilhelm von Kaulbach Liszt-portréja (1856) a budapesti Liszt Ferenc Emlékmúzeum és Kutatóközpontban

Számos neves hangversenyteremben adott szólóestet, például a prágai Rudolfinumban, az amszterdami Concertgebouwban, a velencei La Fenice színházban, a trieszti Teatro Verdi színházban, a Moszkvai Csajkovszkij Konzervatórium Rahmanyinov Termében.
2008-ban, 2010-ben és 2013-ban az International Holland Music Sessions a New Masters on Tour koncertsorozat szólistájává választotta. A Weltklassik am Klavier egyedüli magyar művésze.
2014-ben ősbemutatóként adta elő Liszt Faust-szimfóniáját Carl Tausig 1857–1858 körül keletkezett szólózongora-átiratában, 2015-ben Torsten Herrmann zongorára és zenekarra írott Levitron című zongoraversenyét mutatta be Németországban.

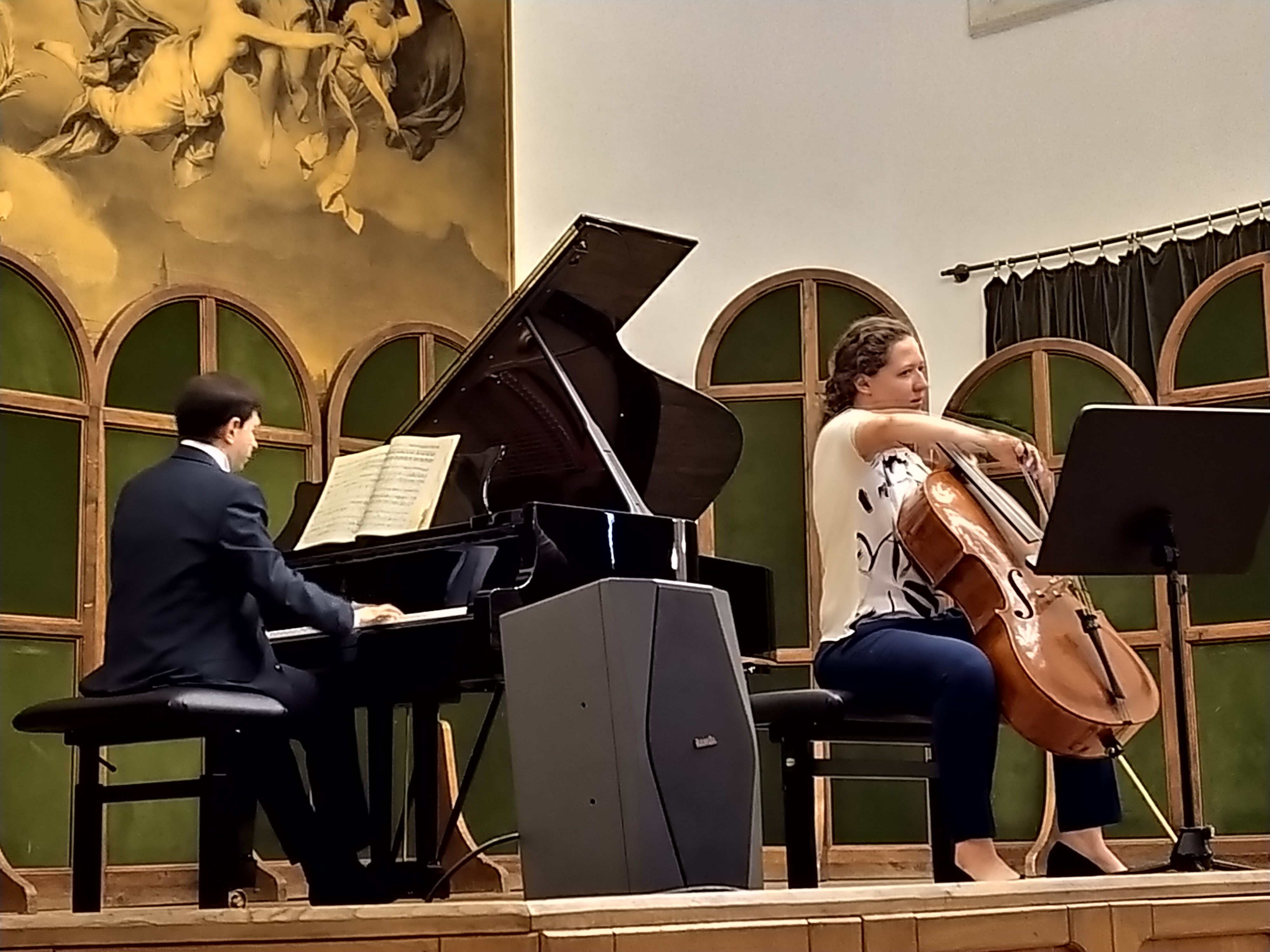
Lajkó István és Szabó Ildikó a Beethoven-CD-jük 2023. június 13-án, a budapesti Régi Zeneakadémián tartott bemutatóján

Rendszeresen fellép a Liszt Ferenc Emlékmúzeum és Kutatóközpont, valamint a Liszt Társaság rendezvényein. A magyar és a nemzetközi koncertéletben a magyar előadó-művészetet magas színvonalon képviseli, hitelesen tolmácsolja a magyar zeneszerzők műveit. 2019-ben Németországban nagy sikerrel adta elő Bartók Béla II. zongoraversenyét, 2021 októberében Ausztriában játszotta a szerző III. zongoraversenyét – elnyerve ezzel a közönség, a zenekar és a kritikusok tetszését és elismerését. A Magyar Zeneművészeti Társaság tagjaként rendszeres fellépője a Mini Fesztiválnak, melynek keretében számos kortárs magyar szerző művét mutatta már be.
Repertoárjának szerves részét képezik Liszt Ferenc művei, szívesen tűzi műsorára a szerző kevésbé ismert kompozícióit, átiratait, emellett a Liszt-Tausig átiratok kéziratait is kutatja. Liszt Faust-szimfóniájának Carl Tausig-féle szólózongora-átiratát 2016-ban vette lemezre a Hungaroton lemezcégnél, a felvételt a brit The Gramophone Magazin Editor’s Choice díjjal tüntette ki, jelölték International Classical Music Awardsra, valamint a kiadvány elnyerte a Liszt Társaság 40. Hanglemez-Nagydíját is. 2023-ban jelent meg Szabó Ildikó csellóművésszel közös dupla CD-je, amelyre Beethoven összes csellóra és zongorára írott művét rögzítették; a kiadványt szintén jelölték International Classical Music Awardsra.

## Ösztöndíjak, kitüntetések
- 2024 – Kispestért Díj[44]
- 2022 – Egyetemes Kultúra Lovagja[3]
- 2018 – 40. Liszt Ferenc Nemzetközi Lemez-Nagydíj[42]
- 2017/2018 – Magyar Állami Eötvös ösztöndíj[20]
- 2017 – A Magyar Kultúra Apródja[45]
- 2010 – Erasmus ösztöndíj, Hannover[12]
- 2013–2014 – DAAD ösztöndíj posztgraduális művészek részére[19]
- 2011 – KLASSZ ösztöndíj (Juilliard School of Music New York tanulmányaira, tanár: Matti Raekallio)[17]
- 2010 – Junior Prima díj, Magyar zeneművészet kategória[2]
- 2008, 2009, 2010 – Fischer Annie ösztöndíj[13][14][15]
- 2007 – Ari S Kupsus ösztöndíj
- 2005, 2006 – Köztársasági ösztöndíj[12]
- 2004 – Yamaha ösztöndíj[5]

## Versenyeredmények
- 2013 Nemzetközi Liszt-Bartók-Ligeti Zongoraverseny (Szófia) – nagydíj, 1. díj és két különdíj[45]
- 2009 Európai Unió Zongoraversenye (Prága) – különdíj[5]
- 2006 Weiner Leó Országos Kamarazenei verseny (Budapest) – 1. díj[45]
- 2006 Nemzetközi Liszt-Bartók Zongoraverseny (Budapest) – 3. díj[45]
- 2005 Nemzetközi Carl Filtsch Zongoraverseny (Nagyszeben) – 1. díj és zeneszerzői különdíj[45]
- 2005 Nemzetközi Liszt Zongoraverseny (Pécs) – 3. díj és De Profundis különdíj[45]
- 2004 Badeni Zongorakurzus versenye (Baden) – Bartók díj[46]
- 2002 Földes Andor Zongoraverseny (Budapest) – 1. díj[45]
- 2000 Hungaroton zenei verseny (Budapest) – fődíj[45]

## CD, DVD felvételek

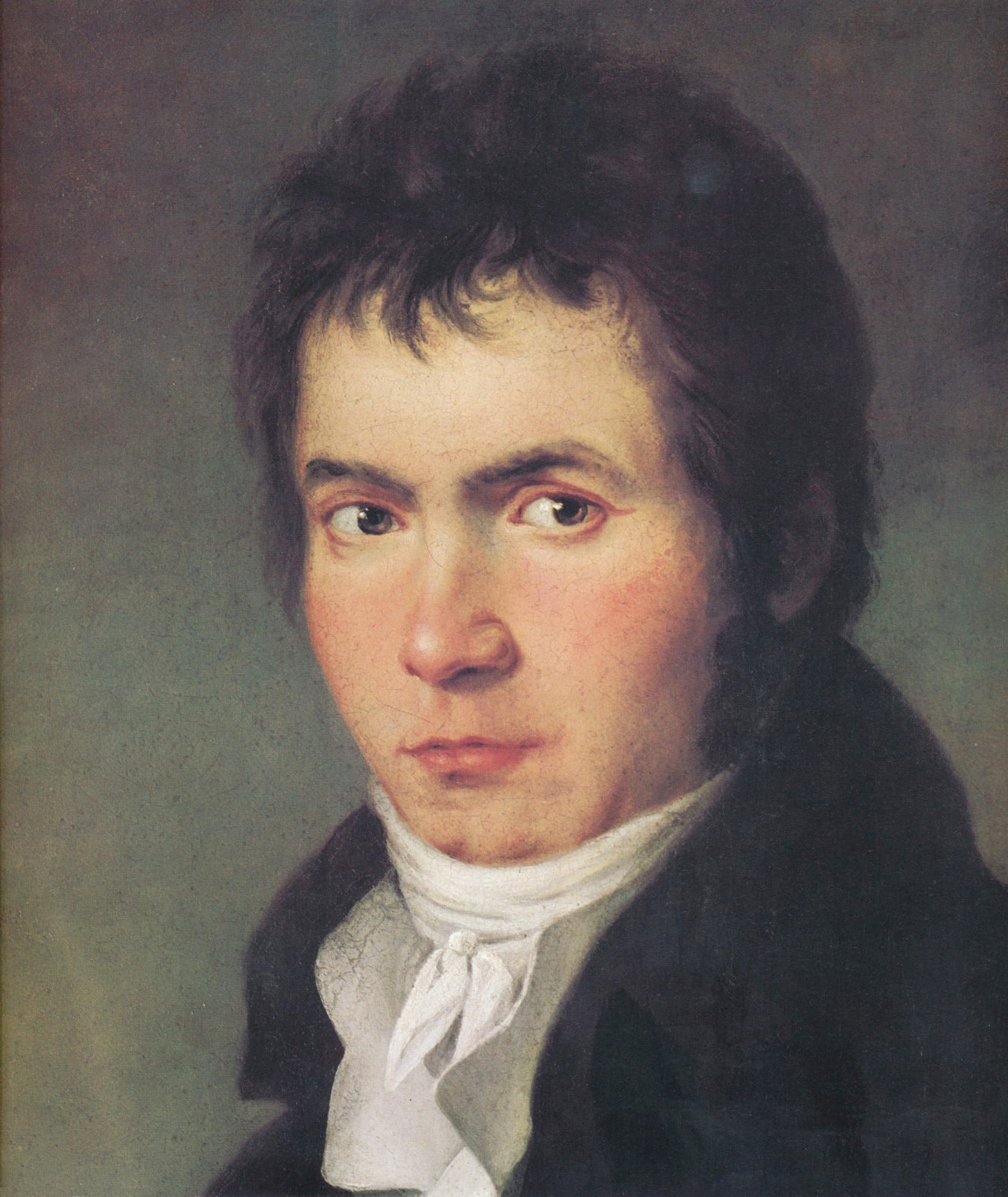
Josef Willibrord Mähler Beethoven portréjának részlete (1804–1805 körül)

- Magyar zene a zongoratanításban 1900–2000 DVD (Varró Margit Alapítvány; 1995) || ISBN 963 04 5899 3
- Hungaroton, Hang, Verseny 2000 díjnyertesei CD (Hungaroton Records Ltd.; 2001) || HCD19452
- Parafónia – A zene ereje CD, DVD (2011), hangversenyfelvétel a Liszt év alkalmából || 2011. május 22. Merlin Színház élő DVD/CD koncertfelvétel „Liszt a Parafónia nyelvén” Kállai Ernő hegedű és Lajkó István zongora közreműködésével
- InterACTIONS – Ligeti és Schumann zongoraművei (LPCD1-1107; 2011)
- Liszt-Tausig: Faust Symphony. István Lajkó World Premiere Recording. CD || (Hungaroton; 2017) HCD32792 || 40. Nemzetközi Liszt Ferenc Lemez-Nagydíj, brit Gramophone magazin Editor's Choice díja és az International Classical Music Awards 2018-as jelölése
- Liszt Ferenc műveinek ismeretlen változatai a budapesti Liszt Múzeum archívumából || (Liszt Ferenc Zeneművészeti Egyetem; 2021) AVISODVD-2101 || ISBN 978-963-7181-74-0
- Beethoven összes cselló-zongora műve (2 CD), || (Hungaroton; 2023) HCD 32870-71 || az International Classical Music Awards 2024-es jelölése